# Montoro Inferiore
Montoro Inferiore is een voormalige gemeente in de Italiaanse provincie Avellino (regio Campanië) en telde 10.568 inwoners (31-12-2012). De oppervlakte bedraagt 19,5 km2, de bevolkingsdichtheid is 500 inwoners per km2. Op 3 december 2013 is de gemeente gefuseerd met 2013 Montoro Superiore tot de nieuwe gemeente Montoro.
De volgende frazioni maakten deel uit van de gemeente: Piano, San Bartolomeo, Figlioli, Preturo, Piazza di Pandola, Borgo, Misciano en San Felice.

## Demografie
Montoro Inferiore telt ongeveer 3425 huishoudens. Het aantal inwoners steeg in de periode 1991-2001 met 9,4% volgens cijfers uit de tienjaarlijkse volkstellingen van ISTAT.
| Jaar | Inwoneraantal |
| ---- | ------------- |
| 1991 | 8695          |
| 2001 | 9508          |

## Geografie
Montoro Inferiore grenst aan de volgende gemeenten: Bracigliano (SA), Contrada, Fisciano (SA), Forino en Mercato San Severino (SA).